# Hydrotaea abyssinica
Hydrotaea abyssinica este o specie de muște din genul Hydrotaea, familia Muscidae, descrisă de Fritz Isidore van Emden în anul 1943. Conform Catalogue of Life specia Hydrotaea abyssinica nu are subspecii cunoscute.